# Araçá-rasteiro
O araçá-rasteiro (Psidium salutare (Kunth) O. Berg.) é um subarbusto frutífero brasileiro nativo do cerrado.
A planta é ornamental, podendo crescer em vasos.
Apresenta 8 variedades:
- Psidium salutare var. decussatum (DC.) Landrum 2003
- Psidium salutare var. laxum O. Berg 1854 [1856]
- Psidium salutare var. mucronatum (Cambess.) Landrum 2003
- Psidium salutare var. pohlianum (O. Berg) Landrum 2003
- Psidium salutare var. salutare
- Psidium salutare var. sericeum (Cambess.) Landrum 2003
- Psidium salutare var. strictum O. Berg 1854 [1856]
- Psidium salutare var. subalternum O. Berg 1854 [1856]

## Características
Subarbusto rasteiro com menos de 20 cm de altura, costuma formar um tapete sobreo o chão.
Folhas cartáceas, glabras, discolores com até 5 cm de comprimento.
Flores solitárias, axilares, penduladas, brancas, formadas entre dezembro e janeiro
Os frutos são bagas globosas, com polpa escassa suculenta de sabor ácido-adstringente, e amadurecem no outono. São comestíveis, mas pouco apreciados.

## Ocorrência
No México e nas Américas Central e do Sul: Argentina, Belize, Brasil, Caribe, Bolívia, Colômbia, Costa Rica, El Salvador, Equador, Guatemala, as três Guianas, Honduras, Nicarágua e Panamá.
No Brasil, ocorre no cerrado aberto do Ceará, Bahia, Mato Grosso, Minas Gerais, Goiás, Pará, Tocantins, São Paulo, Paraná, Santa Catarina e Rio Grande do Sul.